# Rock basque
Le rock basque, ou euskal rocka, désigne le rock interprété par des artistes et groupes basques.

## Histoire

### Années 1970
Dès les années 1960, les Basques s'intéressent plus au protest songs folks qu'au rock et créent la « nouvelle chanson basque », influencés par la Nueva canción du Chili et des artistes comme Violeta Parra (Gracias a la vida) et Víctor Jara (qui inspireront la nueva trova à Cuba). Le rock basque apparaît dans les années 1970 sous l’impulsion de Niko Etxart (avec le groupe Minxoriak), Anje Duhalde et Mixel Ducau (Errobi).
Niko Etxart a découvert le rock à Paris où il a passé son enfance. Il décide, en 1972, de revenir au Pays basque pour faire du rock en euskara (la langue basque). Après avoir joué dans divers groupes, Niko Etxart forme Minxoriak qui tournera en Pays basque durant près de 20 ans à raison de 170 concerts par an. Anje Duhalde est batteur dans le groupe de bal El Fuego, lorsqu’il découvre une version en basque de Donovan interprétée par Benito Lertxundi. C’est pour lui une prise de conscience sur les possibilités musicales qu’offre l’euskara. En 1973, il rencontre Mixel Ducau avec qui il va fonder le groupe Errobi.

### Années 1980-1990
Au début des années 1980, le Pays basque sud connaît une crise économique sans précédent. Quant au régime d’autonomie instauré à la mort de Franco, il ne répond pas aux espoirs  des milieux indépendantistes qui le contestent. Dans les quartiers défavorisés, certains plongent dans la drogue, l'héroïne plus particulièrement. Ce double malaise va conduire des groupes des principales villes industrielles du Pays basque à exprimer leur colère au travers d’un rock inspiré du mouvement punk britannique de la fin des années 1970, et en particulier l'anarcho-punk, qui sera nommé rock radical basque. Les textes expriment un rejet de l'État, la police, la monarchie, l'Église, le pouvoir, etc.
Parmi les groupes associés à ce mouvement figurent : Kortatu (fondé par Fermin Muguruza et son frère Iñigo. Leur premier disque paru en 1985 ne comporte que deux titres en euskara. Forts de leurs convictions personnelles, les albums suivants accorderont une place de plus en plus importante à la langue basque, et Kolpez Kolpe (1988) sera totalement en euskara), Bap!!, Eskorbuto, La Polla Records, Barricada, Parabellum et Hertzainak. Ce mouvement va avoir un impact sur les autres régions espagnoles. Dans un style différent, Itoiz aura beaucoup de succès.

### Années 2000-2010
La période, depuis le début des années 1990, traduit une ouverture vers de nouveaux genres plus diversifiés (ska, funk, electro…), voire un métissage enrichissant des styles et des sources d’inspiration, où l’expérience de la tradition croise la création contemporaine. On[Qui ?] peut citer parmi les nouveaux groupes Negu Gorriak qui succède à Kortatu. Le plus important festival de rock basque est l'Euskal Herria Zuzenean de Saint-Martin-d'Arrossa.

## Groupes notables
- Errobi
- Bap!!
- Eskorbuto
- Barricada
- Berri Txarrak
- Kortatu
- Zea Mays
- La Polla Records
- Negu Gorriak
- Parabellum
- Jotakie
- Hertzainak
- Zarama
- Gatibu
- Itoiz
- Lisabö
- Cicatriz
- Su Ta Gar
- E. H. Sukarra
- Sustraia
- Potato
- Skunk (ska punk)
- Skalariak (ska punk)
- Mokoka
- Amaia Zubiria
- Joseba Tapia
- Kepa Junkera
- Ken Zazpi
- Urtz
- Itziarren Semeak
- Xutik